# Dosenbek
Der Dosenbek ist ein nördlicher (rechter) Nebenfluss der Schwale in Schleswig-Holstein. Über die Schwale, die Stör, die Elbe fließt er in die Nordsee.

## Name
Der Name ist eine Komposition aus niederdeutsch Dos, Dös für 'hellfarbiges Moos' und mittelniederdeutsch 'beke' für 'Bach'.

## Verlauf
Der Dosenbek hat eine Länge von 8 km und entspringt im Gehege Negenharrie, das ein Teil des Staatsforstes Neumünsters im Kreis Rendsburg-Eckernförde ist. Der stark begradigte Dosenbek umfließt das Dosenmoor auf der östlichen Seite, zahlreiche Entwässerungsgräben leiten dort Wasser aus dem Moor in den Dosenbek ein. Weiter südlich bildet er bei Tasdorf die Kreisgrenze zwischen Neumünster und dem Kreis Plön. Im Anschluss umfließt er das Brachenfelder Gehölz auf der westlichen Seite und mündet kurz danach in die dort etwa gleich große Schwale. Kurz vor der Mündung ist die Straße „Am Dosenbek“ nach dem Bach benannt.

## Galerie

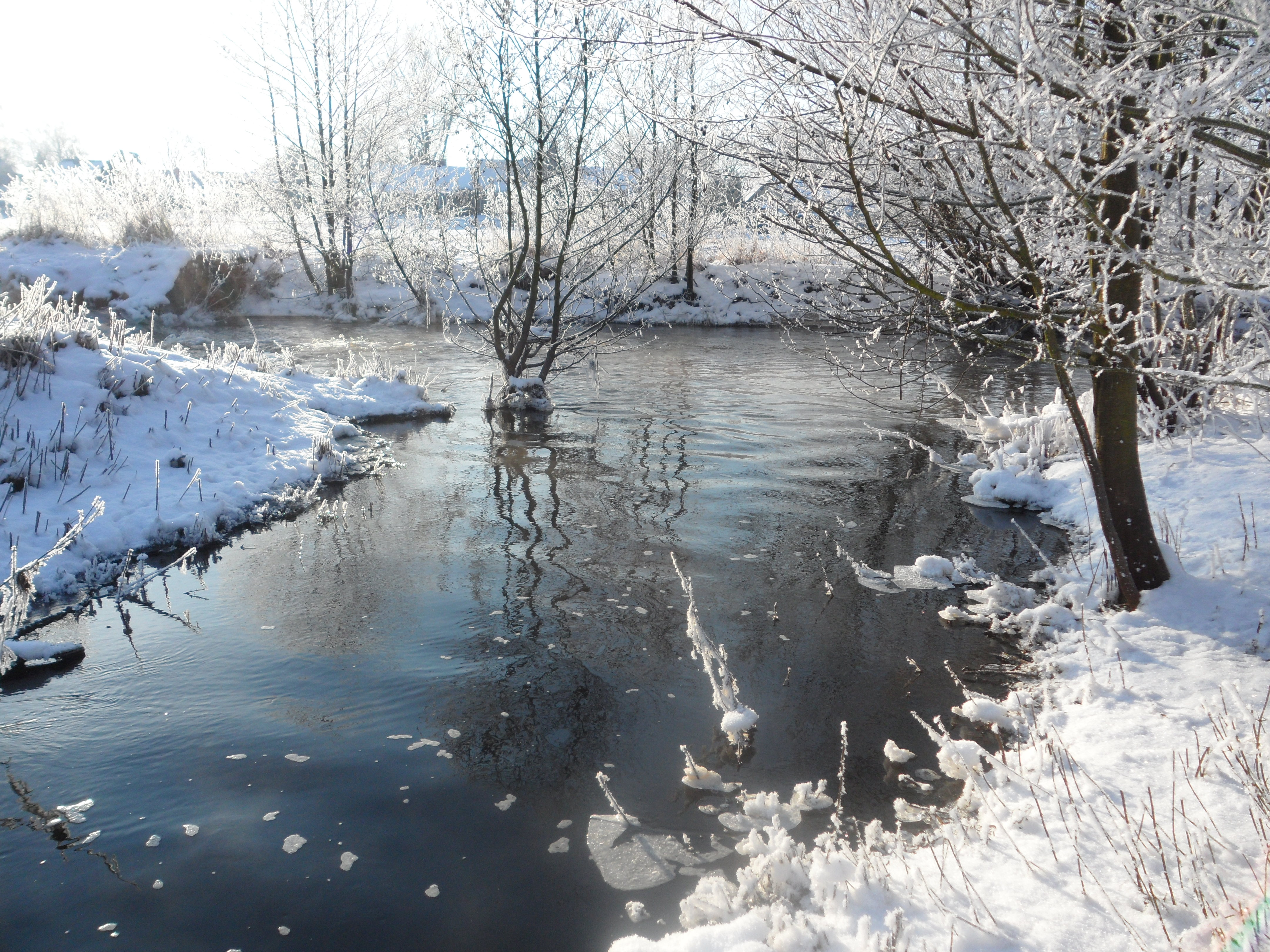
Mündung des Dosenbeks in die Schwale
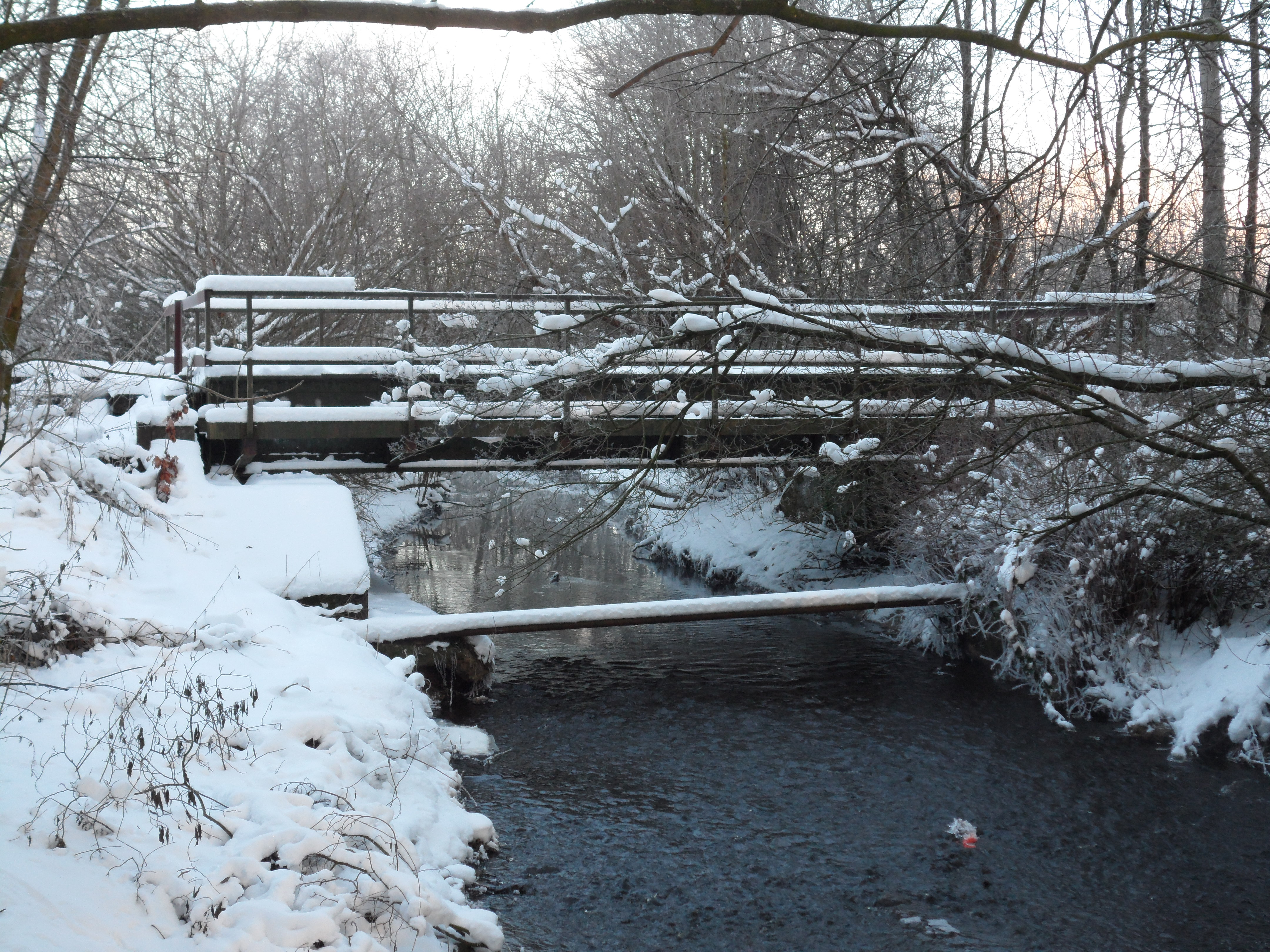
Brücke der Bahnstrecke Neumünster–Ascheberg über den Dosenbek im Brachenfelder Gehölz